# Broxted
Broxted är en by och en civil parish i Uttlesford i Essex i England. Orten har 526 invånare (2001). Den har en kyrka. Den inkluderar Chaureth Green, Brick End, Chapel End, Sugsty Green och Brook End.